# Công nhận các cặp cùng giới ở Litva
Litva không công nhận hôn nhân cùng giới hoặc quan hệ đối tác dân sự. Dự luật cấp cho các cặp vợ chồng chưa kết hôn (bao gồm các cặp cùng giới) một số quyền hạn chế đang chờ xử lý tại Quốc hội Litva.

## Quan hệ đối tác dân sự
Vào ngày 25 tháng 3 năm 2015, 9 thành viên của Seimas (Nghị viện) từ Đảng Dân chủ Xã hội và Đảng Phong trào Tự do đã đưa ra một dự luật hợp tác. Thủ tướng và lãnh đạo Đảng Dân chủ Xã hội Algirdas Butkevičius bày tỏ sự phản đối dự luật này. Vào ngày 6 tháng 5 năm 2015, Ủy ban về các vấn đề pháp lý tuyên bố rằng họ không thể tìm thấy rào cản hiến pháp nào đối với quan hệ đối tác dân sự cùng giới ở Nhà nước Baltic. Dự luật không được bỏ phiếu và qua đời vào cuối nhiệm kỳ của Quốc hội vào tháng 11 năm 2016. Một dự luật tương tự đã được giới thiệu bởi các nghị sĩ của Phong trào Tự do vào ngày 30 tháng 5 năm 2017. Dự luật đã bị từ chối trong lần đọc đầu tiên trong cuộc bỏ phiếu 29-59 với 20 phiếu trắng, vào ngày 15 tháng 6 năm 2017.